# 贝莱尼亚
贝莱尼亚，是西班牙卡斯蒂利亚-莱昂萨拉曼卡省的一个市镇。 总面积27平方公里，总人口147人（2001年），人口密度5人/平方公里。